# 暴走系吹奏楽列伝 ブラボー! Brass Boy
『暴走系吹奏楽列伝 ブラボー! Brass Boy』（ぼうそうけいすいそうがくれつでん ブラボー ブラスボーイ）は、鶴ゆみかによる日本の漫画作品。 『週刊少年マガジン』（講談社）にて2009年14号より38号まで連載していた。略称は「ブラボー!」、話数は「第○曲」。

## あらすじ
モテない男子高校生鳴海克は、中学時代に好きだった同級生の原美咲が弟の毅と交際していることを知り落胆。そんな中、電車内で偶然出会った吹奏楽部顧問・江口美和子に一目ぼれしたことをきっかけに、自分以外の全部員が女子生徒の吹奏楽部に入部する。

## 登場人物
鳴海 克（なるみ すぐる）
主人公、日々木高校の一年生。
中学時代に吹奏楽部に所属しており、担当はトランペット。帰宅途中の電車内で偶然、美和子と知り合い吹奏楽の経験者である事を見込まれ吹奏楽部に入部する。思春期まっしぐらで、かなり好色ではあるが、女性と話をするのにかなり苦手な性格のせいで欲求不満に陥っているのか、かなりの夢精癖がある。
江口美和子（えぐち みわこ）
日々木高校吹奏楽部顧問。
電車内でトラブルに巻き込まれた克を助けるが備品のトランペットを電車に忘れてしまい、翌日、返しに来た克が吹奏楽の経験者である事に気づき勧誘する。明るく破天荒な性格。バイリンガルである。
原美咲（はら みさき）
高校一年生、克の中学時代の同級生。
克とは知り合いであったが片想されていた事は気づいておらず、弟の毅に告白し交際している。現在は花京院高校に通っている。吹奏楽部にも所属しており担当はクラリネット。
藤原みさき（ふじわら みさき）
日々木高校の一年生。
吹奏楽部員で担当はトランペット。美和子から「デコっぱち」と呼ばれた事がある。
栗原みやび（くりはら みやび）
日々木高校吹奏楽部の副部長。
音楽を聴いて感動すると演奏者にキスをする癖があり、キスされた相手はその後成功を収めると言うジンクスがあるが、本人はキスした事を覚えていない。通称「音の女神（ミューズ）」。担当はティンパニー。
海老原（えびはら）
日々木高校吹奏楽部の部長。
和田ユキ（わだ ゆき）
日々木高校の三年生。
吹奏楽部員で担当はトランペット。パートリーダーを務めている。
鳴海毅（なるみ つよし）
克の弟、中学生。
野球部に所属しており、試合での活躍がきっかけで美咲に告白され付き合っている。
吾妻（あづま）
花京院高校吹奏楽部の顧問。

## 単行本
少年マガジンKCより発行、全3巻。
1. 2009年6月17日発売 ISBN 978-4-06-384153-4
2. 2009年8月17日発売 ISBN 978-4-06-384178-7
3. 2009年10月17日発売 ISBN 978-4-06-384198-5